# Mazie
Mazie – jednostka osadnicza w Stanach Zjednoczonych, w stanie Oklahoma, w hrabstwie Mayes.